# Chionaspis caryae
Chionaspis caryae är en insektsart som beskrevs av Cooley 1898. Chionaspis caryae ingår i släktet Chionaspis och familjen pansarsköldlöss. Inga underarter finns listade i Catalogue of Life.